# 勒内-路易·贝尔
勒内-路易·贝尔（法語：René-Louis Baire，1874年1月21日—1932年7月5日）是一个法国数学家。他生于法国巴黎，逝于法国尚贝里。他最有名的是贝尔纲定理，是他在1899年论文中证明的结论。
他一生疾病相伴，交替在公立中学（lycée）里教书与在大学中工作，他只能在有限的时间内对数学作出贡献。他的研究兴趣包括连续性与无理数。

## 著作
- Théorie des nombres irrationnels, des limites et de la continuité ( Vuibert et Nony, Paris, 1905)
- Leçons sur les fonctions discontinues with Arnaud Denjoy (Gauthier-Villars, Paris, 1905)